# Twenty Three
«Twenty Three» — второй студийный альбом российского DJ Smash, выпущенный 23 марта 2011 года.
Презентация альбома прошла в клубе «RАЙ» в Москве.
В альбом вошло 12 основных и 2 бонусных треков, три из которых записаны с Лондонским Симфоническим Оркестром и спродюсированы Ником Ингманом.
Сведение — Mad Mark, известного по работе с лучшим швейцарским DJ Antoine. На два сингла «Птица» и «From Russia With Love» уже были сняты клипы и подготовлены ремикс паки.
В альбоме приняли участие Terry B!, MC Shayon, Тимати, Лариса Долина, группа «Любэ», Max C, DJ She, Coco Star и новый продюсерский проект лейбла DJ Smash — группа «Los Devchatos».

## Список композиций
| №   | Название                                        | Длительность |
| --- | ----------------------------------------------- | ------------ |
| 1.  | «I Need You Now» (feat. Terri B! & MC Shayon)   | 4:08         |
| 2.  | «Show me to your love» (feat. Los Devchatos)    | 3:25         |
| 3.  | «From Russia with love» (feat. Los Devchatos)   | 3:17         |
| 4.  | «Этой ночью» (feat. Лариса Долина)              | 3:47         |
| 5.  | «Можно без слов» (Overture)                     | 1:13         |
| 6.  | «Можно без слов»                                | 3:53         |
| 7.  | «Мелкая Д.»                                     | 3:43         |
| 8.  | «Птица» (feat. Tany)                            | 3:51         |
| 9.  | «DJ Smash vs Любэ "Атас"» (feat. MC Shayon)     | 3:31         |
| 10. | «Фокусы» (feat. Timati)                         | 3:51         |
| 11. | «Get Over You» (feat. DJ She & Coco Star)       | 3:40         |
| 12. | «I Wanna Feel It» (feat. Max C & Los Devchatos) | 12:08        |

| №                   | Название                                                 | Длительность |
| ------------------- | -------------------------------------------------------- | ------------ |
| 13.                 | «Show Me To Your Love» (Vanotek Remix)                   | 3:52         |
| 14.                 | «From Russia With Love» (Chackie & Greagori Klasman Mix) | 3:38         |
| Общая длительность: | Общая длительность:                                      | 57:34        |